# Extinction Rebellion
No ambientalismo, a Extinction Rebellion (abreviada como XR; em português, "Rebelião da Extinção") é um movimento sociopolítico global que pretende utilizar a resistência não-violenta para evitar o colapso climático, deter a perda de biodiversidade e minimizar o risco de extinção humana e colapso ecológico. É um movimento que usa a desobediência civil para alertar sobre a crise climática que pode causar uma extinção em massa; é o exercício de pressão sobre os governantes e o público para aumentar a conscientização sobre a crise climática. O movimento foi estabelecida no Reino Unido em maio de 2018, com cerca de cem acadêmicos assinando um apelo à ação em apoio em outubro de 2018 e lançado no final de outubro por Roger Hallam, Gail Bradbrook, Simon Bramwell e outros ativistas do grupo de campanha Rising Up !.
Em novembro de 2018, vários atos de desobediência civil ocorreram em Londres. O movimento conseguiu um grande número de ativistas que comprometeram-se participarem do movimento, mesmo vindo a serem presos.
Citando inspiração de movimentos de base como Occupy, o movimento de independência de Gandhi, as Sufragistas, Martin Luther King e outros no movimento pelos direitos civis, a Extinction Rebellion pretende reunir apoio mundial em torno de um senso comum de urgência para combater o colapso climático.
Inspirados neste movimento sociopolítico surgiram alguns grupos de apoio regionais como o Madres por el Clima e o Teachers for Future, para fazerem propostas em defesa do clima/planeta e,  fortalecerem a desobediência civil em massa, para alertarem sobre a emergência climática como um tema prioritário para a sobrevivência desta civilização e buscarem medidas radicais para reduzir o efeito estufa e, manter o aquecimento global menor que 1,5°C.
Formar grupos em centros educativos fortalece o trabalho sobre as questões da crise climática, pois envolve toda a comunidade educativa.